# 叶星海

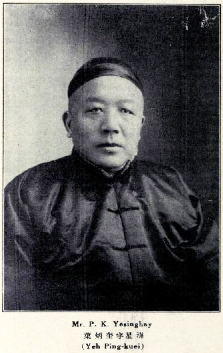

叶星海（1870年—1929年），名炳奎，字星海，以字行。浙江镇海（今宁波镇海区）人。清朝末年天津大买办。

## 生平
早年家境贫寒，曾就职于上海美隆洋行，期间结识德国商人吉伯利，两人合伙在天津创办兴隆洋行。后成为德商兴隆洋行和法商永兴洋行的买办，成为津门十大买办之一。1918年，由叶星海出资，李组绅、李组才、曹汝霖、陆宗舆合伙创办利济贸易公司，是天津最早的华商对外贸易商行，公司成立后，叶星海被推举为董事长。曾联合严信厚，共同创办创办天津打包公司。
1929年7月26日，叶星海甲子寿辰，借用黎元洪家里的厅堂祝寿，大宴宾客。不料两个月之后，叶星海就因病逝世，叶家又大举出殡。出殡的仪帐队巡游于天津的英租界和法租界，排场奢华，轰动津门。

## 家庭
叶星海有子叶庸方，为津门三大票房之一。叶庸方在上海创办了当时著名的长城唱片公司，推动了中国京剧事业的发展。